# کلی سی. ویلیامز
کلی سی. ویلیامز (انگلیسی: Clay C. Williams) (زاده ۱۹۶۲) کارآفرین، صنعتگر و مدیر ارشد اجرایی آمریکایی است، که در حال حاضر به‌عنوان مدیر عامل اجرایی و رییس هیئت مدیره شرکت نفتی نشنال اویل‌ول وارکو فعالیت می‌نماید.